# Thespinae

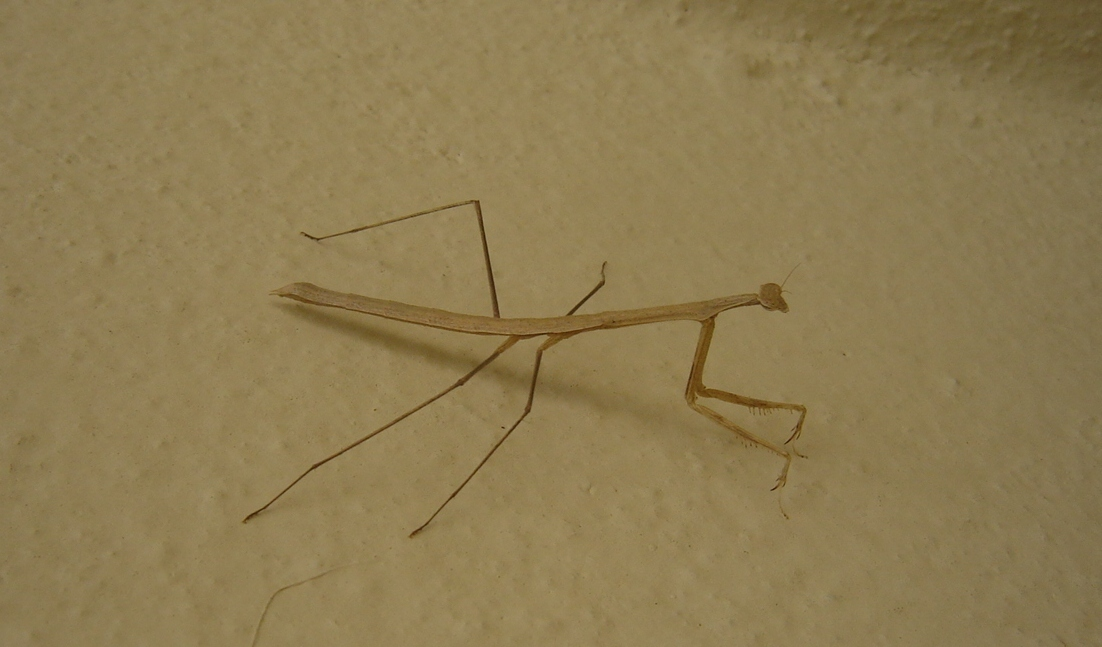
Bistanta mexicana z plemienia Oligonychini i podplemienia Oligonychina

Thespinae – podrodzina modliszek z podrzędu Eumantodea i rodziny Thespidae. Obejmuje około 65 opisanych gatunków. Zamieszkują obie Ameryki.

## Morfologia
Modliszki osiągające od 20 do 66 mm długości ciała, co stanowi rozmiary od małych po średnie jak na przedstawicieli rzędu. Ciało miewają od zwartego po mocno wydłużone i wychudzone, przy czym częstsze są formy o delikatnej budowie. Najczęściej w ubarwieniu dominują odcienie brązu i szarości, ale niekiedy czerni, a rzadziej zieleni.
Samice są całkowicie bezskrzydłe. Samce mają obie pary skrzydeł wykształcone, z nielicznymi wyjątkami, w przeciwieństwie do Musoniellinae, w pozycji spoczynkowej nie sięgające do tylnego końca płytki subgenitalnej; u kilku rodzajów skrzydła wykraczać mogą nieznacznie poza wspomniany punkt, ale dotyczy to wyłącznie form o co najwyżej trzech kolcach tylno-brzusznych na przednich goleniach. Ogólnie liczba kolców tylno-brzusznych tych goleni waha się od jednego do pięciu, a wyjątkowo jest ich sześć – ta ostatnia wartość dotyczy jednak tylko gatunków o przedpleczu pozbawionym guzków. U wszystkich nimf, ale także u osobników dorosłych połowy rodzajów jeden lub dwa najbardziej odsiebnie położone spośród kolców przednio-brzusznych goleni przesunięte są na pozycję grzbietowo-boczną lub grzbietową.
Samcze genitalia mają fallomer brzuszny pozbawiony zesklerotyzowanego wyrostka bocznego w prawym odsiebnym narożu, a apofizę falloidalną pozbawioną wzdłużnego rowkowania. Blaszka grzbietowa fallomeru lewego jest dobrze wyodrębniona od fallomeru brzusznego.

## Ekologia i występowanie
Owady te zamieszkują siedliska od bardzo suchych po bardzo wilgotne. Zasiedlają półpustynie, łąki, formacje sawannowe, ciepłe formacje krzewiaste, lasy suche i deszczowe. Bytują na glebie, w ściółce, na niskiej roślinności, krzewach, nawet wysoko na epifitach.
Podrodzina amerykańska, głównie neotropikalna; jedynie dwa rodzaje w południowo-wschodniej części Stanów Zjednoczonych zahaczają zasięgami od Nearktykę.

## Taksonomia i ewolucja
Takson ten wprowadził Henri de Saussure w 1869 roku jako legion Thespites. W systemie Ermanna Giglio-Tosa z 1919 roku występowała podrodzina Thespinae w obrębie modliszkowatych, zawierająca plemiona: Euchomenellae, Schizocephalae, Leptocolae i Thespes. Anton Handlirsch w systemie z 1930 roku zaliczył owe plemiona do podrodziny Mantinae. W klasyfikacji Maxa Beiera z 1964 roku istniały w obrębie modliszkowatych Thespinae, podzielone na plemiona: Pseudomiopterygini, Thespini, Parathespini i Hoplocoryphini. W systemie Reinharda Ehrmanna i Rogera Roya z 2002 roku występowała rodzina Thespidae podzielona na sześć podrodzin, w tym Thespinae z plemionami Thespini i Parathespini. W bazującym na wynikach molekularnej analizy filogenetycznej systemie Julia Riviery i Gavina J. Svensona z 2016 roku Thespidae podzielone były na podrodziny Bantiinae, Miobantiinae, Pseudopogonogastrinae, Pseudomiopteryginae i Thespinae, a te ostatnie na plemiona Thespini i Musoniellini. W uwzględniającym także dane morfologiczne systemie Christiana J. Schwarza i Roya z 2019 roku te dwa plemiona zyskały rangi osobnych podrodziny, Musoniellinae i Thespinae, każda z dwoma plemionami.
Do podrodziny należy około 65 opisanych gatunków, sklasyfikowanych w 16 rodzajach i dwóch plemionach:
- Oligonychini Saussure, 1892
  - Pogonogasterina Beier, 1935
    - Carrikerella Hebard, 1921
    - Pogonogaster Rehn, 1918
    - Thesprotiella Giglio-Tos, 1915

  - Oligonychina Saussure, 1892
    - Bistanta Anderson, 2018
    - Galapagia Scudder, 1893
    - Liguanea Rehn et Hebard, 1938
    - Oligonicella Giglio-Tos, 1915
    - Oligonyx Saussure, 1869
    - Piscomantis Rivera et Vergara-Cobián, 2017
    - Thesprotia Stal, 1877
- Thespini Saussure, 1869
  - Macromusonia Hebard, 1922
  - Musonia Stal, 1877
  - Musoniola Giglio-Tos, 1917
  - Paramusonia Rehn, 1904
  - Pseudomusonia Werner, 1909
  - Thespis Serville, 1831

Według wyników analiz Riviery i Svensona z 2016 roku oraz Schwarza i Roya z 2019 roku Thespinae zajmują pozycję siostrzaną dla Musoniellinae, tworząc z nimi klad siostrzany dla Miobantiinae, z kolei klad tworzony przez te trzy podrodziny zajmuje pozycję siostrzaną dla kladu tworzonego przez Bantiinae i Pseudomiopteryginae.